# Jörg Hartmann
Jörg Hubert Hartmann, född 8 juni 1969 i Hagen, Nordrhein-Westfalen, är en tysk skådespelare.

## Roller (urval)
- 2007 – Kriminaljouren (TV-serie)
- 2009–  – Tatort (TV-serie)
- 2010–2018 – Weissensee (TV-serie)
- 2014 – Polizeiruf 110 (TV-serie)
- 2015 – Homeland (TV-serie)
- 2017 – Wilde Maus
- 2023 – Sonne und Beton